# 密蘇里州立大學
密蘇里州立大學（英語：Missouri State University，縮寫為 MSU 或 MO State），前身為西南密蘇里州立大學（Southwest Missouri State University），美國公立大學，位於密蘇里州春田市，創立於1905年。它是密蘇里州第二大的大學，根據2014年官方統計，共有22,385名學生登記在學。

## 外部連結
- 密蘇里州立大學官方網站（页面存档备份，存于）

37°11′59″N 93°16′51″W / 37.19971°N 93.28079°W